# Sicarius gracilis
Sicarius gracilis är en spindelart som först beskrevs av Eugen von Keyserling 1880.  Sicarius gracilis ingår i släktet Sicarius och familjen Sicariidae.
Artens utbredningsområde är Peru. Inga underarter finns listade i Catalogue of Life.